# Melaleuca camptoclada
Melaleuca camptoclada là một loài thực vật có hoa trong Họ Đào kim nương. Loài này được F.C.Quinn mô tả khoa học đầu tiên năm 1990.